# 욘 시귀르드손

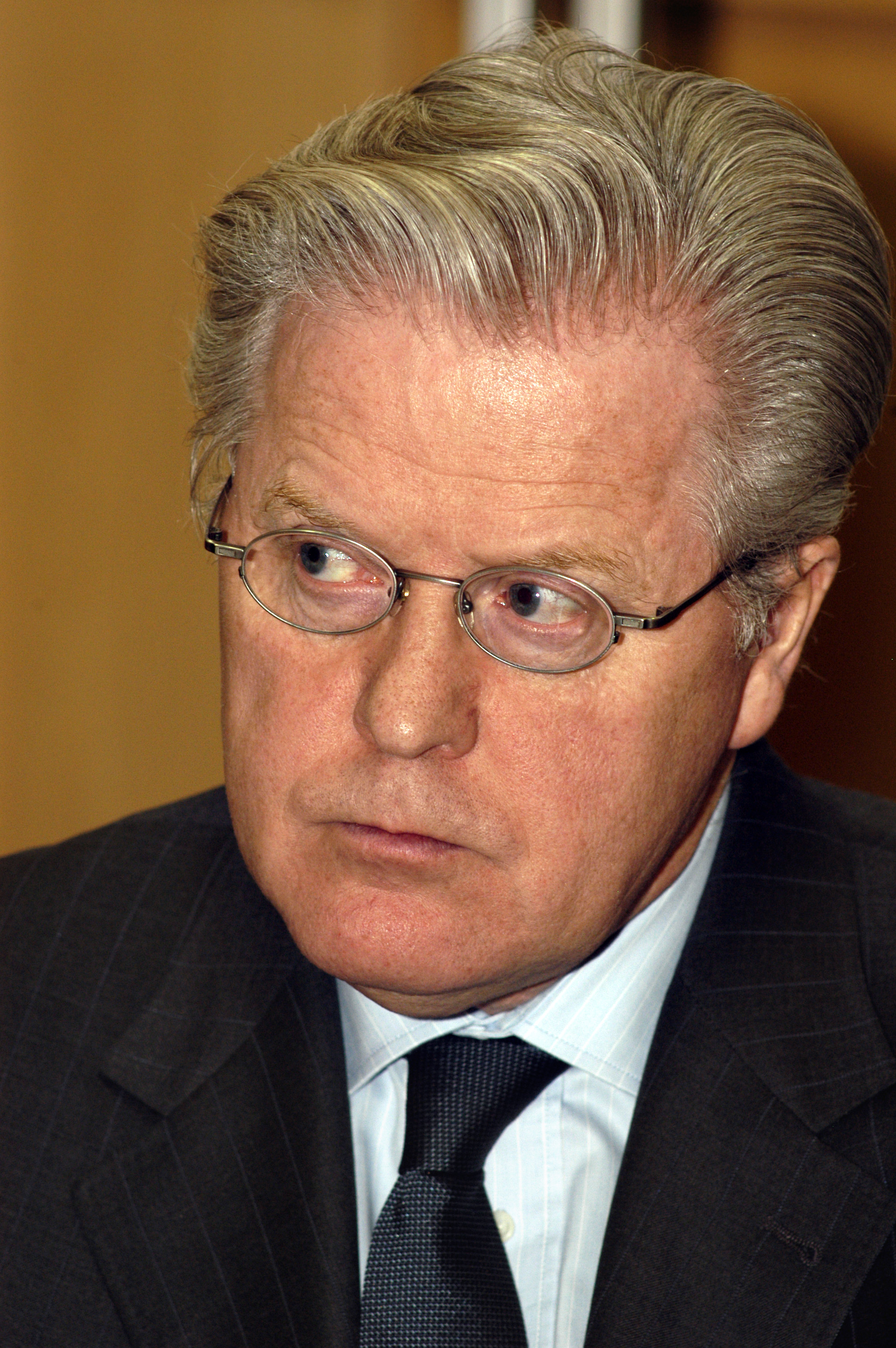

욘 시귀르드손(아이슬란드어: Jón Sigurðsson, 1946년 8월 23일 ~ 2021년 9월 10일)은 아이슬란드의 정치가이다. 하들도르 아스그림손의 퇴진 이후 2006년부터 2007년 사이에 진보당 당수를 지냈으나, 2007년의 총선 패배를 책임지고 퇴임했다.

## 생애
욘 시귀르드손은 아이슬란드 상업전문학교를 졸업하고, 아이슬란드 대학교에 진학해 학위를 취득했다. 그 뒤 그는 미국 캘리포니아의 컬럼비아 퍼시픽 대학교로 진학해 MBA학위를 취득한뒤, 아이슬란드 중앙은행에서 근무했다.
2017년 전립선암으로 투병 생활을 하다 2021년 세상을 떠났다.
| 전임 하들도르 아스그림손 | 제13대 진보당 대표 2006년 ~ 2007년 | 후임 귀드니 아우구스트손 |